# Шлегер, Юлий Карл
Юлиус Карл Шлегер (нем. Julius Karl Schläger; 25 сентября 1706, Ганновер - 14 июня 1786, Гота) — немецкий филолог, библиотекарь
,  нумизмат, педагог.

## Биография
Окончил Хельмштедтский университет. Ученик Германа фон дер Гардта. 
В 1736 году был приглашён на должность профессора греческой и восточной филологии в альма матер. Около 1740 года занял должность библиотекаря библиотеки Гельмштедтского университета. 
В 1744 году стал хранителем известной нумизматической коллекции в замке Фриденштайн.
Привлёк внимание герцога Саксен-Гота-Альтенбурга Фридриха III своей работой о монетах Александра Македонского и в 1746 году был назначен директором готской герцогской библиотеки. 

## Избранные труды
- «Commentatio de numo Alexandri Magni» (1736);
- «Numophylacii Burkhardiani Pars I» (1740);
- «Historiae litis de medicorum apud Veteres Romanos degentium conditione (1741);
- «Dissertatio de debitore obaerato secundum jus Hebraicum et Atticum creditori in servitutem adjudicando» (1741);
- «Commentatio de numo Hadriani plumbeo et gemma Isiaca» (1742)
- «Dissertationum rariorum de antiquitatibus sacris et profanis fasciculus» (1742);
- «Fasciculus novus» (1744).

Он также составил «Index thesauri numarii Fridericiani» (16 т. in folio) — труд, над которым  работал около 30 лет.